# 1999 JG81
1999 JG81 är en asteroid i huvudbältet som upptäcktes den 14 maj 1999 av LINEAR i Socorro County, New Mexico.